# Ormosd
Ormosd (vendül Ormošd IPA: [ˈoːrmɔʃt], szlovénul Ormož IPA: [ˈoːrmɔʃ], németül Friedau IPA: [ˈfʁiːdaʊ̯]) város és Ormosd község központja Szlovéniában, a Dráva határfolyó északi (bal) partján, Maribortól 40 km-re délkeletre. Híd köti össze a folyó túlsó partján, Horvátországban fekvő Otok Virje faluval.
A község a Drávavidék statisztikai régió (szlovénul Podravska statistična regija) része, 2016-ban 12 300 lakosa volt.

## A község települései
Bresnica, Cerovec Stanka Vraza, Cvetkovci, Dobrava, Dobrovščak, Drakšl, Frankovci, Gomila pri Kogu, Hajndl, Hardek, Hermanci, Hujbar, Hum pri Ormožu, Ivanjkovci, Jastrebci, Kajžar, Kog, Krčevina, Lačaves, Lahonci, Lešnica, Lešniški Vrh, Libanja, Litmerk, Loperšice, Lunovec, Mala vas pri Ormožu, Mali Brebrovnik, Mihalovci, Mihovci pri Veliki Nedelji, Miklavž pri Ormožu, Ormož, Osluševci, Pavlovci, Pavlovski Vrh, Podgorci, Preclava, Pušenci, Ritmerk, Runeč, Senešci, Sodinci, Spodnji Ključarovci, Stanovno, Strezetina, Strjanci, Strmec pri Ormožu, Šardinje, Trgovišče, Veličane, Velika Nedelja, Veliki Brebrovnik, Vičanci, Vinski Vrh, Vitan, Vodranci, Vuzmetinci, Zasavci, Žerovinci, Žvab.

## Története
A horvát határ közelében fekvő települést először Holermus néven említik 1273-ban, majd 1331-ben városi rangot kap. Ekkortól egészen 1918-ig Alsó-Stájerország, és egyben az Osztrák Hercegség (a későbbi Ausztria) része.
1848. november 8-án ütközet zajlott le a Perczel Mór tábornok vezette magyar és a báró Burits János, valamint Laval Nugent vezette osztrák császári csapatok között (ormosdi ütközet).
1918-1941 között az akkori Jugoszlávia része, majd 1945-ig német megszállás alatt állt. 1945-1991 között az új Jugoszlávia része. 1991-től az önállóvá vált Szlovénia része. 1991-ben a Szlovénia függetlenségét megakadályozni akaró jugoszláv néphadsereg - az ún. tíznapos háború során - megostromolta a várost, de a maroknyi szlovén katona és az őket segítő fegyveres polgárok megvédték a várost, ezzel megakadályozták azt, hogy a szerbek megszállják a dráva- és muramenti szlovén területeket.
Fő bevételi forrás a mezőgazdaság. Szőlészete és borászata ismert.